# Secretaría de Energía

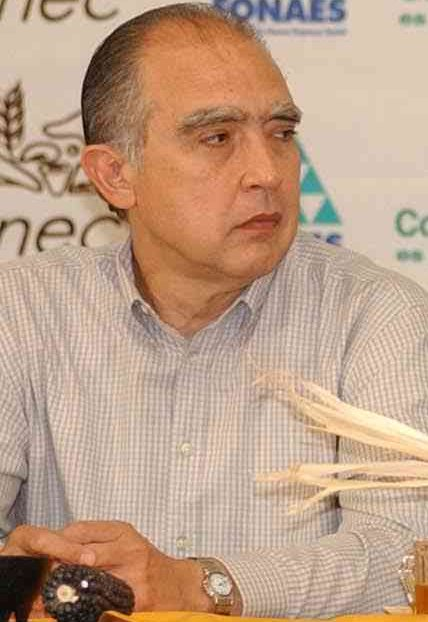
Fernando Canales, 2005-2006

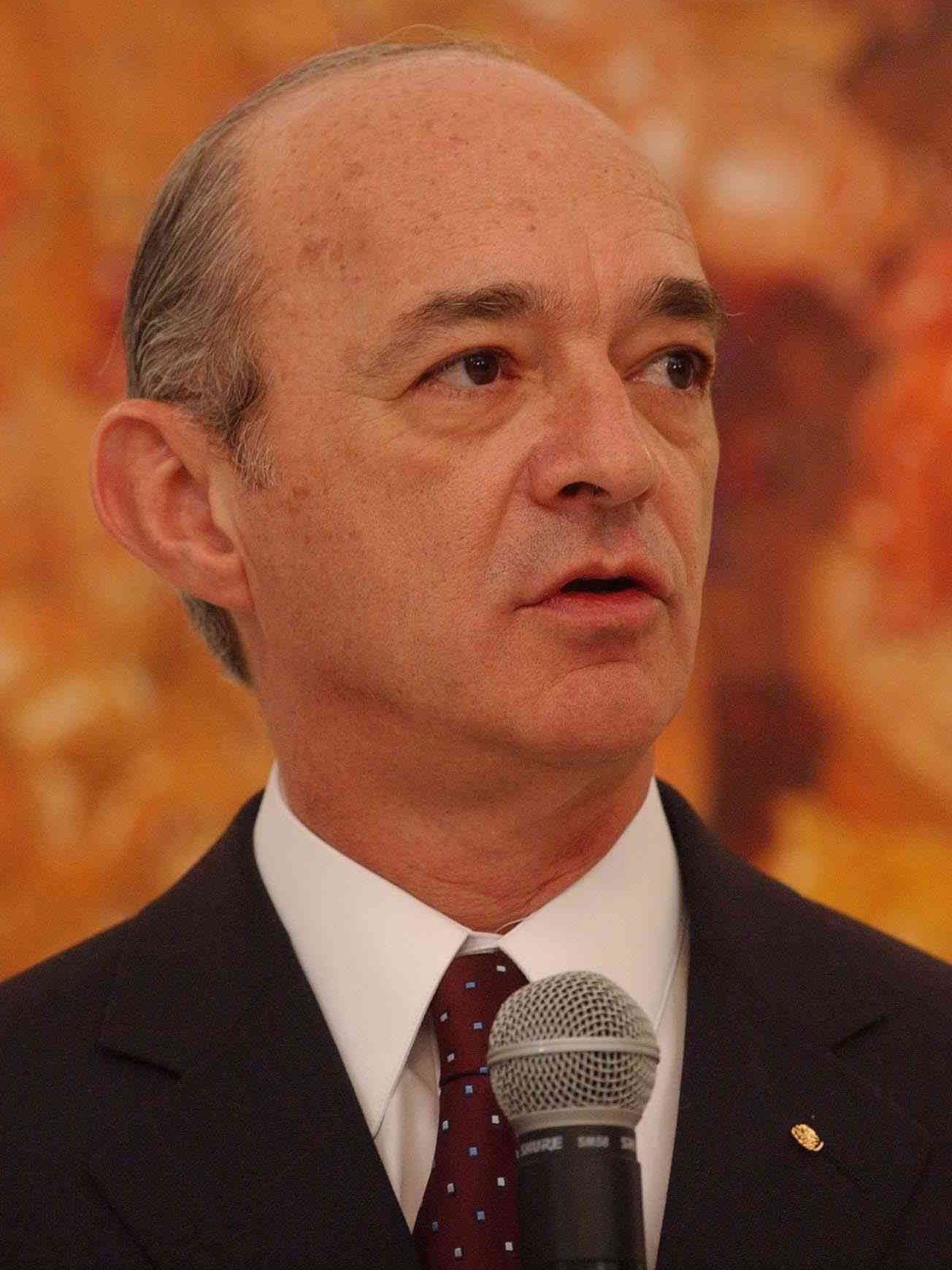
Fernando Elizondo Barragan, 2004-2005

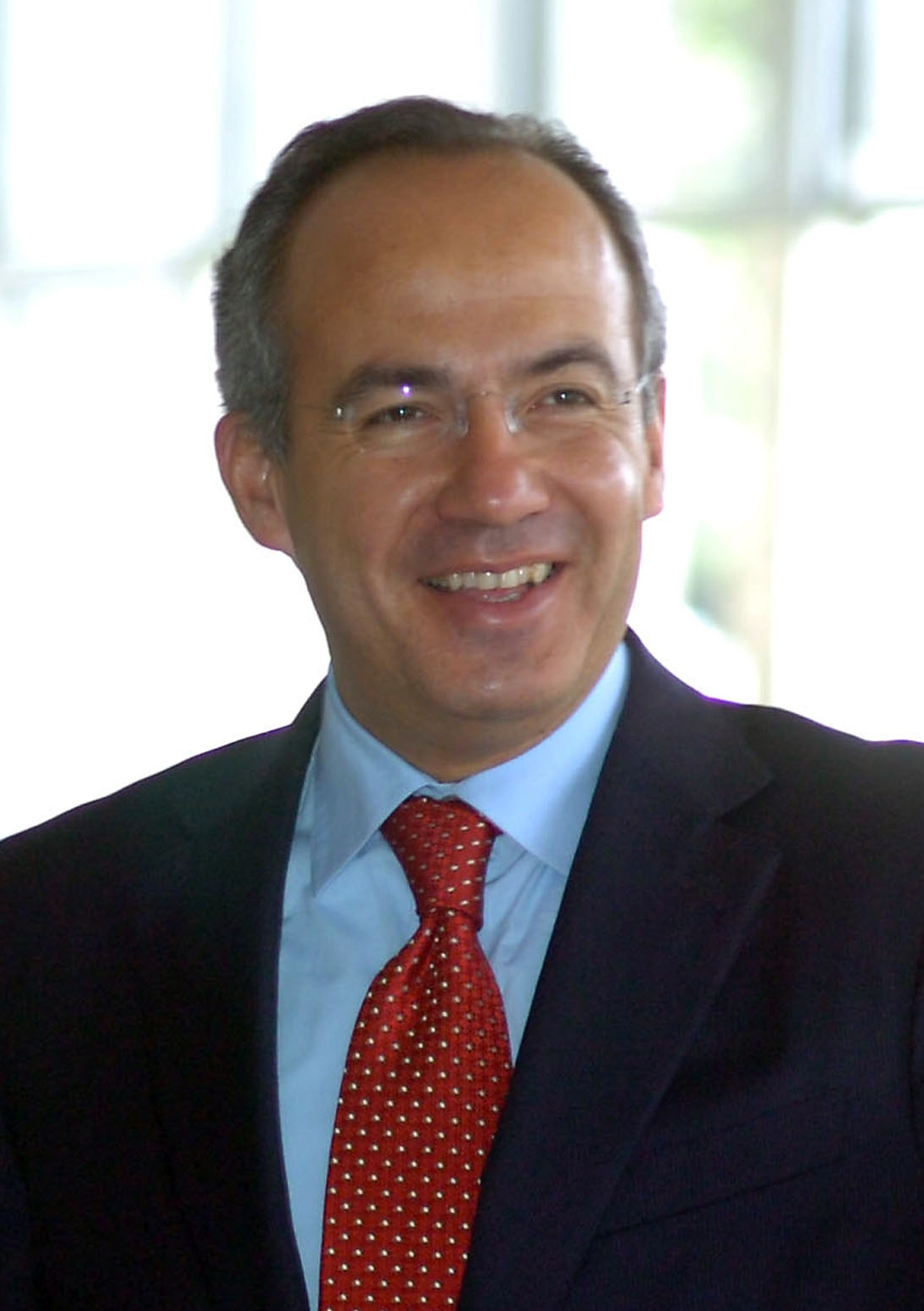
Felipe Calderón Hinojosa, 2003-2004

La Secretaría de Energía és una secretaria de l'Estat mexicana encarregada (com el seu nom indica) de controlar, administrar i regular tots els mitjans energètics (combustibles, energia elèctrica, material radioactiu). A més, regula totes les concessions que s'apliquen a la seva explotació i ús.

## Funcions
- Conduir la política energètica del país.
- Exercir els drets de la nació en matèria de petroli i tots els carburs d'hidrogen sòlids, líquids i gasosos; energia nuclear; així com respecte de l'aprofitament dels béns i recursos naturals que calguin per generar, conduir, transformar, distribuir i proveir energia elèctrica que tingui per objecte la prestació de servei públic.
- Conduir l'activitat de les entitats paraestatals l'objecte de les quals estigui relacionat amb l'explotació i transformació dels hidrocarburs i la generació d'energia elèctrica i nuclear, amb inclinació a la legislació en matèria ecològica.
- Participar en fòrums internacionals respecte de les matèries competència de la Secretaria, amb la intervenció que correspongui a la Secretaria de Relacions Exteriors, i proposar a aquesta la subscripció de convenis i tractats internacionals en tals matèries.
- Promoure la participació dels particulars, en els termes de les disposicions aplicables, en la generació i aprofitament d'energia, amb inclinació a la legislació en matèria ecològica.
- Dur a terme la planificació energètica a mitjà i llarg terminis, així com fixar les directrius econòmiques i socials per al sector energètic paraestatal.
- Atorgar concessions, autoritzacions i permisos en matèria energètica, conforme a les disposicions aplicables.
- Realitzar i promoure estudis i recerques sobre estalvi d'energia, estructures, costos, projectes, mercats, preus i tarifes, actius, procediments, regles, normes i altres aspectes relacionats amb el sector energètic, i proposar, si escau, les accions conduents
- Regular i si escau, expedir normes oficials mexicanes sobre producció, comercialització, compravenda, condicions de qualitat, subministrament d'energia i altres aspectes que promoguin la modernització, eficiència i desenvolupament del sector, així com controlar i vigilar el seu degut compliment.
- Regular i si escau, expedir normes oficials mexicanes en matèria de seguretat nuclear i salvaguardes, incloent el relatiu a l'ús, producció, explotació, aprofitament, transport, alienació, importació i exportació de materials radioactius, així com controlar i vigilar el seu degut compliment.
- Portar el cadastre petrolier.

## Organigrama
Per portar a aquestes funcions la Secretaria d'Energia compta amb les següents unitats: 
- Subsecretaría de Hidrocarburos
- Subsecretaría de Electricidad
- Subsecretaría de Planificación Energética y Desarrollo Tecnológico
- Dirección de Programación y presupuesto
- Unidad de Informática y Telecomunicaciones
- Dirección General de Rec. Humanos, Innovación y Servicios
- Comunicación Social
- Dirección de Servicios y Recursos Materiales
- Unidad de Asuntos Jurídicos

### Òrgans dependents, descentralitzats i Entitats
- Comisión Nacional de Seguridad Nuclear y Salvaguardias
- Comisión Reguladora de Energía
- Comisión Nacional de Hidrocarburos
- Comisión Nacional para el Uso Eficiente de la Energía
- Instituto de Investigaciones Eléctricas
- Instituto Nacional de Investigaciones Nucleares

## Denominacions anteriors
Des de la seva creació el 7 de desembre de 1946 amb la denominació de Secretaría de Bienes Nacionales e Inspección Administrativa la secretaria ha tingut els següents canvis de denominació:
- (1946 - 1958): Secretaría de Bienes Nacionales e Inspección Administrativa.
- (1958 - 1976): Secretaría del Patrimonio Nacional.(SEPANAL)
- (1976 - 1982): Secretaría de Patrimonio y Fomento Industrial. (SEPAFIN)
- (1982 - 1994): Secretaría de Energía, Minas e Industria Paraestatal. (SEMIP)
- (1994 -): Secretaría de Energía. (SENER)

## Llista de Secretaris d'Energia de Mèxic

### Secretaría de Bienes Nacionales e Inspección Administrativa
- Govern de Miguel Alemán Valdés (1946-1952)
  - (1946 - 1949): Alfonso Caso Andrade
  - (1949 - 1951): Hugo Rangel Couto
  - (1951 - 1952): Ángel Carvajal Bernal
- Govern d'Adolfo Ruiz Cortines (1952-1958)
  - (1952 - 1958: José López Lira

### Secretaría del Patrimonio Nacional
- Govern d'Adolfo López Mateos (1958-1964)
  - (1958 - 1964): Eduardo Bustamante
- Govern de Gustavo Díaz Ordaz (1964-1970)
  - (1964 - 1966): Alfonso Corona del Rosal
  - (1966 - 1970): Manuel Franco López
- Govern de Luis Echeverría Álvarez (1970-1976)
  - (1970 - 1975): Horacio Flores de la Peña
  - (1975 - 1976): Francisco Javier Alejo

### Secretaría de Patrimonio y Fomento Industrial
- Govern de José López Portillo (1976-1982)
  - (1976 - 1982): José Andrés de Oteyza

### Secretaría de Energía, Minas e Industria Paraestatal
- Govern de Miguel de la Madrid Hurtado
  - (1982 - 1986): Francisco Labastida Ochoa
  - (1986 - 1988): Alfredo del Mazo González
  - (1988): Fernando Hiriart Balderrama
- Govern de Carlos Salinas de Gortari (1988-1994)
  - (1988 - 1993): Fernando Hiriart Balderrama
  - (1993 - 1994): Emilio Lozoya Thalmann

### Secretaría de Energía
- Govern d'Ernesto Zedillo Ponce de León (1994-2000)
  - (1994 - 1995): Ignacio Pichardo Pagaza
  - (1995 - 1997): Jesús Reyes-Heroles González-Garza
  - (1997 - 2000): Luis Téllez Kuenzler
- Govern de Vicente Fox Quesada (2000-2006)
  - (2000 - 2003): Ernesto Martens Rebolledo
  - (2003 - 2004): Felipe Calderón Hinojosa
  - (2004 - 2005): Fernando Elizondo Barragán
  - (2005 - 2006): Fernando Canales Clariond
- Govern de Felipe Calderón Hinojosa (2006-2012)
  - (2006 - 2011): Georgina Kessel Martínez
  - (2011): José Antonio Meade Kuribreña
  - (2011 - 2012): Jordy Herrera Flores
- Govern d'Enrique Peña Nieto (2012-2018)
  - (2012 - Actualitat): Pedro Joaquín Coldwell